# Драгољуб Ацковић
Драгољуб Ацковић (Осипаоница, 23. новембар 1952 — Београд, 27. јун 2025) био је српски и ромски етнолог, политиколог, књижевник и доктор ромолошких наука.
Рођен је 1952. године у Осипаоници код Смедерева. Срединиом седамдесетих година дипломирао је на Факултету политичких наука, а потом и на Филозофском факултету, одсек етнологија. Постдипломске студије наставио је на Правном факултету у Београду, а докторске на Факултету за мир Уједињених нација.
Драгољуб Ацковић је аутор неколико стотина текстова и двадесетак књига које говоре о ромској проблематици. Од 1997. године члан је Удружења књижевника Србије. Активан је и у ромском политичком покрету. Био је први председник Ромске конгресне партије. Члан је Међународне комисије за истину о Јасеновцу од 2007. године и председник је Фонда за истраживање геноцида др Милан Булајић од 2010. године. Активни је члан Комисије за проучавање живота и обичаја Рома при САНУ.
Од 1. септембра 2011. године, заменик је председника Интернационалне ромске академије уметности и наука. Исте године постао је члан Националног Kомитета за нематеријалну културу Министарства културе и информационог друштва Србије. Активан је у Светској организацији Рома од њеног III конгреса. Осмог априла 2013. године изабран је за Председника Светског Парламента Рома.
Протеклих двадесет година био је запослен на радном месту уредника ромског програма на првом програму Радио Београда. Од септембра 2012. године заменик је директора Kанцеларије за људска и мањинска права Владе Републике Србије. Оснивач је и некадашњи директор Музеја ромске културе у Београду, независне Радио телевизије „Khrlo e Romengo” и покретач је бројних гласила на ромском језику.